# Waffle Factory
 (février 2021).
Waffle Factory est une entreprise spécialisée dans la fabrication de gaufre créée en 1999 par Stéphane Desobry. Basée en Belgique et en France, l’enseigne compte une soixantaine de points de vente en 2021.

## Histoire
En 1987, Stéphane Desobry crée Belgaufre, maison mère de Waffle Factory, qui fabriquait essentiellement de la pâte pour gaufres de Liège.
À la fin des années 90, Stéphane Desobry, aidé de son père, met au point une pâte déshydratée pour gaufres de Liège.
Le plus ancien point de vente se situe dans le centre commercial Vélizy 2.
En 2008, Waffle Factory ouvre un restaurant sur le site de son siège social à Marquain.
En 2020, l’entreprise est nommée Meilleure enseigne de restauration rapide par le magazine Capital à la suite d'une étude réalisée par l’institut Statista auprès de 20 000 consommateurs.

## Implantation
Waffle Factory est implanté en France métropolitaine et à l'outre-mer ainsi qu'en Belgique avec 59 points de vente en grande majorité et en franchise[source insuffisante].